# Roald Sagdiejew
Roald Zinnurowicz Sagdiejew (ros. Роальд Зиннурович Сагдеев, ur. 26 grudnia 1932 w Moskwie) – radziecki fizyk.

## Życiorys
Urodził się w tatarskiej rodzinie. Ukończył ze srebrnym medalem szkołę średnią w Kazaniu, w 1955 ukończył studia na Wydziale Fizycznym Moskiewskiego Uniwersytetu Państwowego, w latach 1956–1961 pracował w Instytucie Energii Atomowej, 1961–1970 kierował laboratorium Instytutu Fizyki Jądrowej Syberyjskiego Oddziału Akademii Nauk ZSRR w Nowosybirsku, 1962–1965 był dziekanem Wydziału Fizycznego Nowosybirskiego Uniwersytetu Państwowego. W 1970 wrócił do Moskwy, gdzie 1970–1973 pracował w Instytucie Fizyki Wysokich Temperatur Akademii Nauk ZSRR, zajmował się m.in. fizyką plazmy. W 1963 otrzymał tytuł doktora, w 1965 profesora, w 1964 członka korespondenta, a w 1968 akademika Akademii Nauk ZSRR. W latach 1973–1988 był dyrektorem Instytutu Badań Kosmicznych Akademii Nauk ZSRR, kierował wieloma programami badań kosmosu, m.in. „Kosmos”, „Prognoz”, „Interkosmos”, „Meteor” i „Astron”. W latach 1988–1990 kierował Centrum Badań Analitycznych Instytutu Badań Kosmicznych, w 1990 został profesorem fizyki Maryland University w USA i pracownikiem Instytutu Badań Perspektywicznych przy Princeton University. Był deputowanym do Rady Najwyższej ZSRR 11 kadencji i deputowanym ludowym ZSRR.

## Odznaczenia i nagrody
- Medal Sierp i Młot Bohatera Pracy Socjalistycznej (8 września 1986)
- Order Lenina (dwukrotnie – 24 grudnia 1982 i 8 września 1986)
- Order Rewolucji Październikowej (1975)
- Order Czerwonego Sztandaru Pracy (1967)
- Nagroda Leninowska (1984)
- Nagroda im. George'a Kennana (USA, 1989)
- Order Gwiazdy Polarnej (Mongolska Republika Ludowa, 1982)
- Order Gwiazdy (Węgierska Republika Ludowa, 1988)
- Order Przyjaźni (Azerbejdżan, 2012)

I inne.